# حقل تنغز
حقل تنغز هو حقل نفط وغاز يقع في مستنقعات شمال غرب كازخستان على الشواطيء المنخفضة لبحر قزوين. تبلغ مساحته 2500 كلم مربع من المشاريع النفطية ويضم حقول نفط أصغر مثل حقل كوروليف. وما زال أعمال التنقيب قائمة لاستكشاف حقول جديدة في المنطقة. أكتشف عام 1979 وتم استخراج النفط منه لأول مرة عام 1993. يبلغ انتاجه الحالي 450 ألف برميل يوميا ويقدر احتياطه بستة ألاف مليون برميل. تمتد مساحة مخزونه بعرض 19 كلم، وطول 21 كلم. اكتشف النفط بالحقل عام 197 ويعتبر من أضخم الإستكشافات الحديثة. ويتم نقل النفط عبر مدينة أتيراو التي تبعد 350 كلم إلى الشمال من الحقول وهي المركز الرئيسي لشحن نفط الحقل. هناك العديد من المنافسة الدولية من أجل استثمار نفط وغاز هذا الحقل. وتقوم شركة تنغيزشيفرون بإدارة وتطوير الحقل منذ إنشائه عام 1993 وتخطط لإنتاج ملايين البراميل من النفط سنويا. شركاء المشروع هم شيفرون (50٪)، إكسون موبيل (25٪) وحكومة كازاخستان (20٪ عبر هيئة نفط كازخستان) ولوكأويل (5٪). في عام 2001، افتتح الشركاء خط نقل أنابيب بطول 1505 كلم وبتكلفة 2،7 مليون دولار لإيصال النفط إلى مرافيء البحر الأسود الروسية بمعدل 600 ألف برميل يوميا ومن المخطط إلى إيصال المعدل إلى مليون ونصف برميل يوميا.

## التسمية
حقل تنغيز هو تعريب للإسم Теңіз мұнай кеніші وكلمة Теңіз (تنغز) أصلها تركي وتعني البحر.